# Stefan Förster (Politiker)

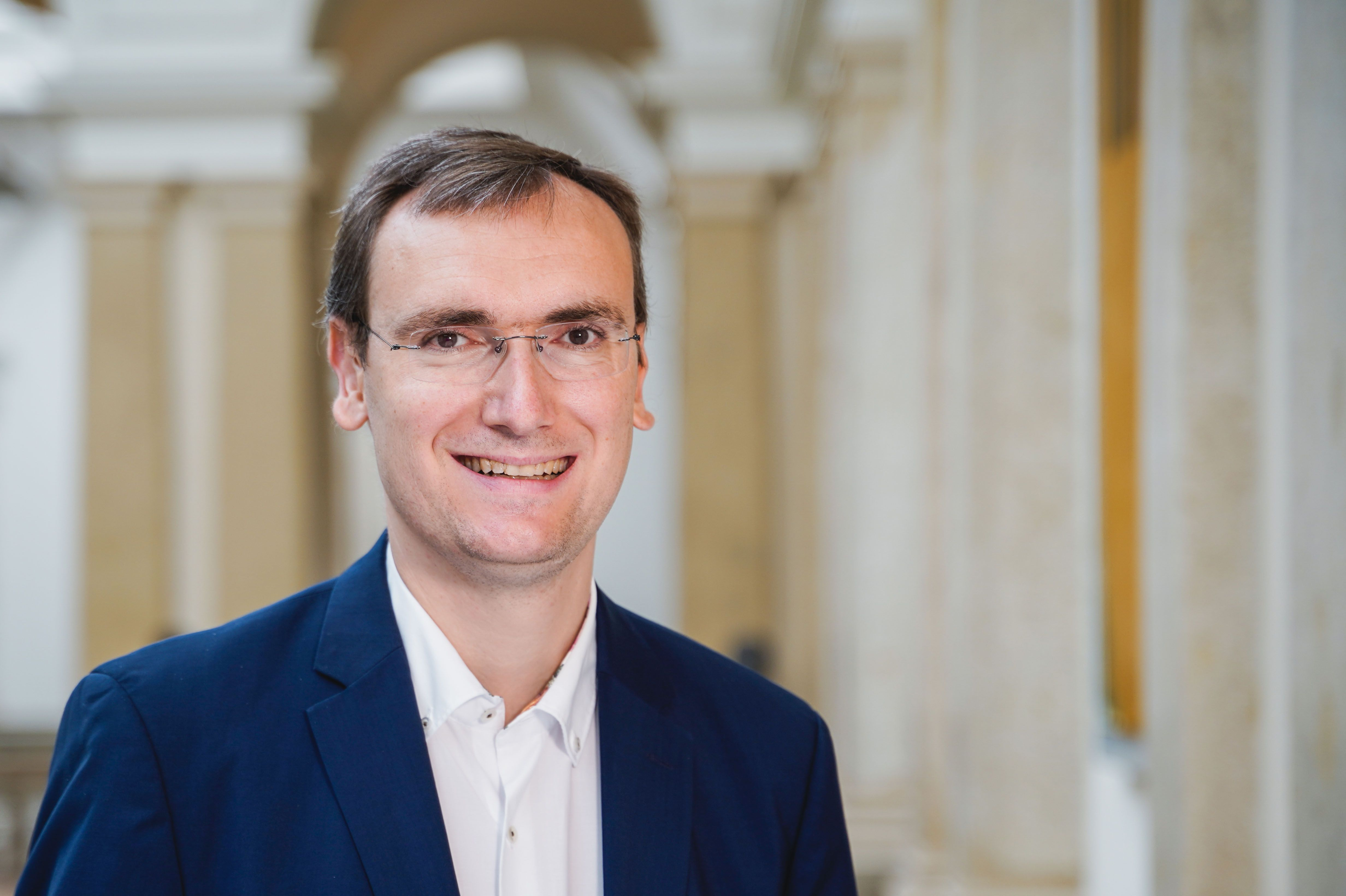
Stefan Förster, 2021

Stefan Förster (* 14. April 1981 in Ost-Berlin) ist ein deutscher Politiker der FDP und war von 2016 bis 2023 Abgeordneter im Abgeordnetenhaus von Berlin.
Stefan Förster wurde in Berlin-Köpenick geboren. Er studierte Geschichte und Politikwissenschaft an der Humboldt-Universität zu Berlin und ist dazu auch journalistisch tätig. Er engagiert sich besonders für den Denkmalschutz und ist Vorsitzender des Bezirksdenkmalrates des Bezirksamts Treptow-Köpenick sowie Vorsitzender des Heimatvereins Köpenick. Von 2002 bis 2011 war er gewähltes Mitglied der Bezirksverordnetenversammlung Treptow-Köpenick. Bei den Abgeordnetenhauswahlen 2016 und 2021 erhielt er über die Bezirksliste Treptow-Köpenick seine Mandate. Er war ab 2016 Mitglied und fachpolitischer Sprecher seiner Fraktion für Bauen, Wohnen, Denkmalschutz, Wissenschaft, Forschung, Sport sowie für Europa- und Bundesangelegenheiten und Medien. Dazu war er Gründungsmitglied der überfraktionellen Parlamentariergruppe der Europa-Union Berlin. Nach dem Scheitern der FDP an der Fünfprozenthürde bei der Wiederholungswahl zum 19. Abgeordnetenhaus im Februar 2023 schied er aus dem Parlament aus.